# Romano (Familienname)
Romano ist ein italienischer Familienname.

## Namensträger

### Künstlername
- Romano (* 1977), deutscher Sänger und Rapper, siehe Roman Geike

### Familienname
- Aldo Romano (* 1941), italienischer Jazz-Schlagzeuger
- Ángel Romano (1893–1972), uruguayischer Fußballspieler
- Antoniazzo Romano (1430–1508/12), italienischer Maler
- Arthur Romano (1914–1964), italienisch-kanadischer Saxophonist, Klarinettist, Oboist, Englischhornist und Musikpädagoge
- Camillo Romano Avezzana (1867–1949), italienischer Diplomat
- Carlo Romano (1908–1975), italienischer Schauspieler und Synchronsprecher
- Christy Carlson Romano (* 1984), US-amerikanische Schauspielerin
- Dennis Romano (* 1951), US-amerikanischer Historiker
- Dina Romano (1888–1957), italienische Schauspielerin
- Daniele Romano (* 1993), Schweizer Fußballspieler
- Elisabeth Romano (* 1967), deutsche Schauspielerin
- Emilio Romano (1896–1972), italienischer Automobilrennfahrer
- Fabio Romano (* 1967), italienischer Pianist
- Fabrizio Romano (* 1993), italienischer Sportjournalist und Influencer
- Felice Romano (1894–1981), italienischer Fußballspieler und -trainer
- Filippo Romano (* 2005), italienischer Tennisspieler
- Florencia Romano (* 1970), argentinische Fußballschiedsrichterin
- Francesco Romano (* 1960), italienischer Fußballspieler
- Francesco Saverio Romano (* 1964), italienischer Politiker
- Francisco Romano Guillemín (1884–1950), mexikanischer Maler
- Frank Romano, US-amerikanischer Schauspieler
- Freddy Romano (* 1966), italienischer Freestyle-Skier
- Giuliano Romano (1923–2013), italienischer Astrophysiker
- Giulio Romano (1499–1546), italienischer Maler und Architekt
- Guido Romano (1887–1916), italienischer Turner
- Guy Armand Romano (1937–2023), französischer Ordensgeistlicher, Bischof von Niamey
- J. R. Romano, US-amerikanischer Politiker
- Jaybrien Romano (* 2004), Fußballspieler für Aruba
- Joe Romano (1932–2008), US-amerikanischer Jazz-Saxophonist
- Johann Romano von Ringe (1818–1882), österreichischer Architekt
- Jone Romano (1898–1979), italienische Schauspielerin
- Josef Romano (1940–1972), israelischer Gewichtheber
- Judit Romano (* 1982), spanische Fußballschiedsrichterassistentin
- Lalla Romano (1906–2001), italienische Dichterin, Schriftstellerin und Journalistin
- Larry Romano (* 1963), US-amerikanischer Schauspieler
- Lorenzo Romano (* 1997), italienischer Skilangläufer
- Lou Romano (* 1972), US-amerikanischer Trickfilmzeichner und Synchronsprecher
- Ludovico Romano (1853–1933), italienischer Architekt
- Luís Romano de Madeira Melo (1922–2010), kap-verdischer Schriftsteller, Folklorist und Poet
- Luke Romano (* 1986), neuseeländischer Rugby-Union-Spieler
- Marcello Romano (* 1965), brasilianischer Priester, Bischof von Araçuaí
- Marco Romano (Fußballspieler) (1910–1952), italienischer Fußballspieler
- Marco Romano (Architekt) (1934–2025), italienischer Architekt und Stadtplaner
- Marco Romano (Fechter) (* 1953), italienischer Fechter
- Marco Romano (Ruderer) (* 1963), italienischer Ruderer
- Marco Romano (Politiker) (* 1982), Schweizer Politiker (CVP)
- Matteo Romano (* 2002), italienischer Popsänger
- Megan Romano (* 1991), US-amerikanische Schwimmerin
- Miguel Romano Gómez (* 1959), US-amerikanischer Geistlicher, Weihbischof in Guadalajara
- Paolo Romano (Bildhauer) (um 1412–nach 1470), italienischer Bildhauer
- Paolo Romano (Architekt) (vor 1580–1618), italienischer Architekt
- Paolo Romano (Schauspieler) (* 1970), italienischer Schauspieler
- Paolo Romano (Politiker) (* 1984), italienischer Politiker
- Ray Romano (* 1957), US-amerikanischer Schauspieler
- Renato Romano (* 1940), italienischer Fußballspieler und Schauspieler
- Rino Romano (* 1969), kanadischer Schauspieler und Synchronsprecher
- Rubén Omar Romano (* 1958), argentinischer Fußballtrainer
- Ruggiero Romano (1923–2002), italienischer Historiker
- Samuel Umberto Romano (* 1972), italienischer Musiker, siehe Samuel (Sänger)
- Santi Romano (1875–1947), italienischer Rechtswissenschaftler
- Sergio Romano (* 1929), italienischer Schriftsteller, Diplomat, Historiker und Journalist
- Umberto Romano (* 1973), Schweizer Fußballspieler
- Vicente Romano (1935–2014), spanischer Kommunikationswissenschaftler und Publizist